# Hunter: The Reckoning - Redeemer
Hunter: The Reckoning - Redeemer est un jeu vidéo de type beat them all développé par High Voltage Software et édité par VU Games, sorti en 2003 sur Xbox.

## Accueil
- Jeuxvideo.com : 13/20[1]